# Белое вино

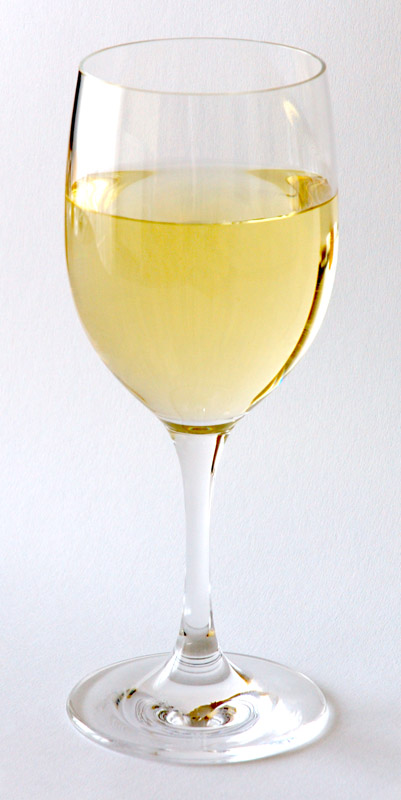
Бокал с белым вином

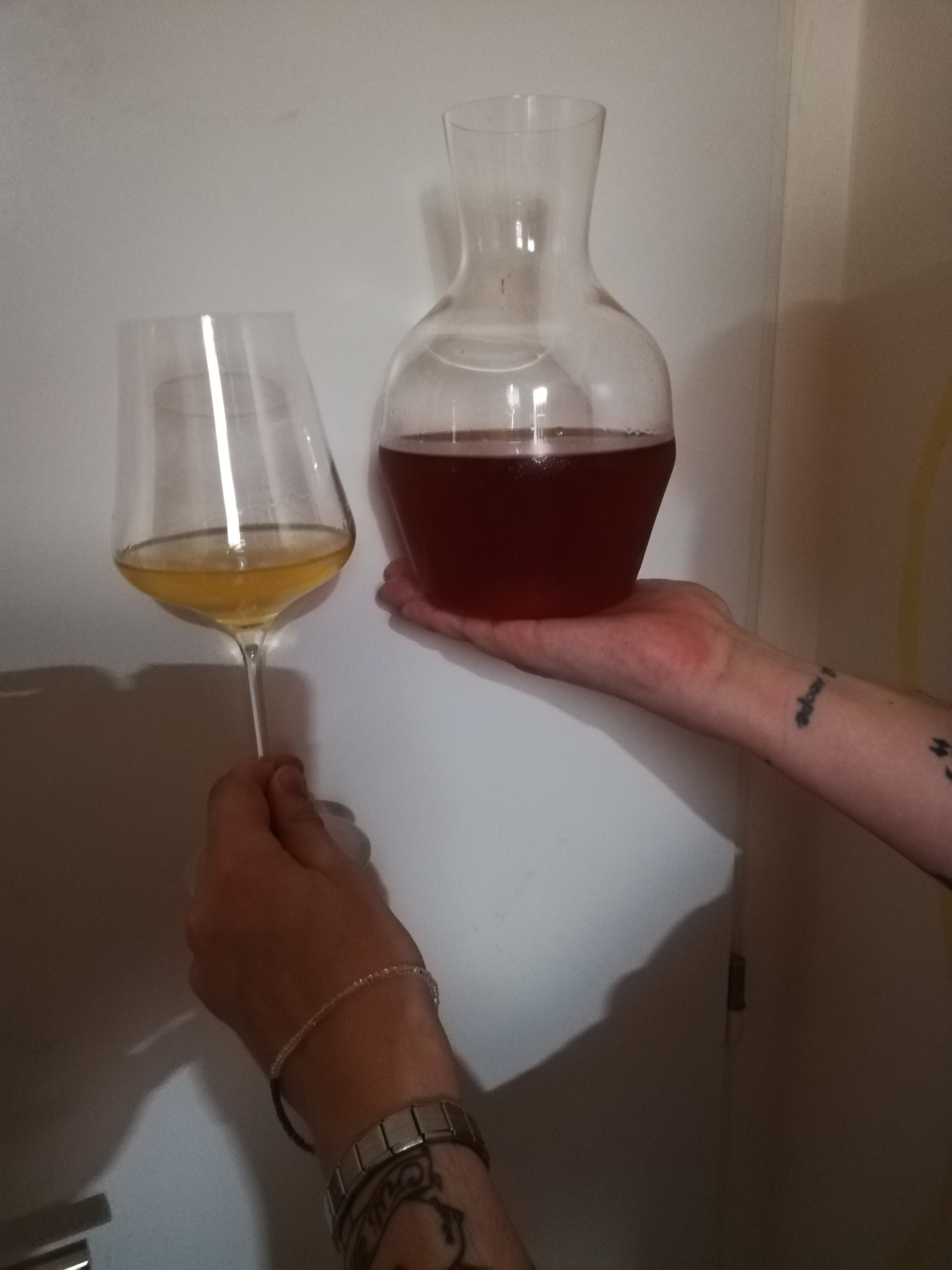
Молодое (в бокале) и выдержанное (в декантере) белое вино

Белое вино — вино наиболее светлого оттенка, изготавливаемое из винограда любого цвета (белого, чёрного, розового) при условии ферментации в отсутствие кожицы винограда. Именно отсутствие кожицы обуславливает светлый оттенок, так как сок мякоти ягод подавляющего большинства сортов винограда почти бесцветен. С возрастом белые вина приобретают более тёмные тона (в противоположность красным, которые  светлеют).
У большинства сортов винограда красящие вещества (антоцианы) содержатся только в кожице, поэтому белое вино может изготовляться из винограда любого цвета (белого, розового, красного). Обязательным условием при этом является предотвращение контакта сока с кожицей. Исключение составляют саперави и подобные сорта-«красильщики» (тентюрье), которые дают изначально окрашенный сок.

## Технология
Для минимизации времени контакта виноградного сусла с кожицей ягод виноград прессуют как можно быстрее после сбора, зачастую даже не применяя гребнеотделение, целыми гроздями. Для очистки сусла от частиц винограда и мелкого мусора (песчинок, кусочков лозы) применяются две технологии: центрифугирование либо отстаивание сусла естественным способом. 
При ферментации для белого вина важен более тщательный контроль за температурой, чем при производстве красных вин, и требуется периодическое охлаждение сусла. Для успешной работы винных дрожжей в белом вине необходимо поддерживать температуру в 20° С.

## История
Изобретение и последующее введение в 1980-е годы температурного контроля ферментации позволило обеспечить бодрящую кислотность и свежесть белых вин, которые (в случае отсутствия выдержки) раньше попадали на прилавки достаточно окисленными и вялыми. В изменившихся условиях наиболее востребованным потребителями часто оказывалось «лёгкое, освежающее белое вино без лишней серьёзности».
В 1990-е годы наивысшим спросом пользовались белые вина из сорта шардоне, а также новозеландский совиньон-блан. В 2000-е годы сформировался ажиотажный спрос на итальянское пино-гриджо и сходные с ним сортовые вина (мюскаде сюр ли, австрийский грюнер-вельтлинер). В 2010-е годы на авансцену выступили галисийские вина из сорта альбариньо.

## Стилистика
Тихие сухие белые вина часто рекомендуют подавать максимально охлаждёнными в вытянутом бокале (с устьем более узким, чем используется для красного вина) вместе с рыбными блюдами, дарами моря, реже с мясом птицы. Сложнее подобрать пару к винам из высокоароматичных сортов винограда (гевюрцтраминер, мускаты, торронтес). Десертные белые вина (в частности, вина позднего урожая) сочетают со сладкими десертами или употребляют самостоятельно в качестве дижестивов.